# All Japan Women's Pro-Wrestling
A All Japan Women's Pro-Wrestling (Zenjo) foi uma promoção de wrestling profissional e joshi puroresu japonesa, fundada em 1968 por Takashi Matsunaga e seus irmãos. Ela é restrita apenas para mulheres, como indica seu nome. Ela faliu em 2005.